# Michał Korsak Zaleski
Michał Korsak Zaleski herbu własnego (zm. w 1733 roku) – marszałek upicki w latach 1724-1733.
Jako poseł na sejm konwokacyjny 1733 roku z powiatu upickiego był członkiem konfederacji generalnej zawiązanej 27 kwietnia 1733 roku na tym sejmie.